# Dancin' Days
Dancin' Days é uma telenovela brasileira produzida e exibida pela TV Globo de 10 de julho de 1978 a 27 de janeiro de 1979, em 174 capítulos. Substituiu O Astro e foi substituída por Pai Herói, sendo a 21ª "novela das oito" exibida pela emissora.
Escrita por Gilberto Braga, teve direção de Daniel Filho, Gonzaga Blota, Dennis Carvalho, Marcos Paulo e José Carlos Piéri. A direção geral foi de Daniel Filho.
Conta com as atuações de Sônia Braga, Antônio Fagundes, Joana Fomm, Pepita Rodríguez, Reginaldo Faria, Glória Pires, Lauro Corona e Lídia Brondi.

## Enredo
Júlia de Souza Matos é uma ex-presidiária, que ganha liberdade condicional após onze anos de prisão. Ela foi presa por atropelar acidentalmente um homem durante a fuga a um assalto a um banco. Sua filha, com apenas 4 anos, é enviada a um orfanato e meses depois, vai morar com sua milionária tia, irmã de Júlia. Após sair da cadeia, onde sofreu muito, ela tenta se reaproximar da filha, Marisa de Souza Matos, tendo como principal obstáculo a irmã, Yolanda de Souza Matos Pratini, que criou a menina cercada de luxos e mimos, já que ela teve dois filhos que morreram recém-nascidos, ficou com um grande trauma de ter filhos novamente e viu na sua sobrinha a filha que ela sempre quis ter. Yolanda é uma socialite que optou por se casar por interesse para subir na vida, sempre teve inveja da irmã, e desde que Júlia foi presa, ela faz de tudo para afastar Marisa da mãe, já que ela acha que Júlia poderá influenciar negativamente a filha. Ela queria que Marisa e a irmã trilhassem o mesmo caminho de sucesso, luxo e poder, assim como ela mesma fez. Júlia, corajosa e determinada, tenta, sem muito sucesso, se restabelecer fora do presídio, tentando arranjar emprego, enquanto faz das tripas coração para ser aceita pela filha. Marisa é uma adolescente de temperamento rebelde, não se lembra do pai, e é dominada pela tia, que a criou. Ela é a única que consegue conter o jeito brigão e encrenqueiro de Marisa, assim como a mãe. Em meio a tudo isso, Júlia acaba se envolvendo amorosamente com Cacá, um diplomata desiludido com a profissão. Tudo o que ela quer é o amor e o perdão de sua filha. Júlia vai morar com Cacá e arranja um emprego temporariamente.
Ao aproximar-se da filha com outra identidade, ela se disfarça e passa a conviver com a filha como uma garota da idade dela, sendo que Marisa nem desconfia de que a amiga é sua mãe. Júlia luta para que Marisa, à beira de um casamento precoce, tome decisões maduras perante a vida. Marisa é influenciada pela tia a casar por interesse e aceita casar com Beto, filho de boas famílias, e passa a seduzi-lo e acaba engravidando para dar o golpe da barriga, nada do que ela queria, mas o que ela fez para agradar à tia.
No dia do casamento da filha, Júlia revela ser sua mãe e tenta impedir a cerimônia, sabendo que a filha vai sofrer por ter agido impulsivamente, mas não obtém sucesso. Ela bebe muito na festa e passa a dar escândalos. Ela é o oposto da irmã: sincera, mas brigona e escandalosa. A irmã é falsa, mas chique e discreta. Marisa morre de vergonha da mãe, e diz que sua tia é sua mãe. Durante a recepção da festa, acaba por agredir com palavras e pancadas, sem nenhum motivo, completamente embriagada, Franklin, o pai do noivo de Marisa, Beto que irá se casar porque a engravidou e não teria como escapar. Graças à atitude precipitada de uma convidada, Áurea, de chamar a polícia, Júlia acaba novamente presa, bêbada e gritando muito e xingando, para desgosto da filha, que chora de raiva da mãe.
Júlia é jogada alcoolizada e maltrapilha num camburão e condenada a mais seis meses de prisão. Ao entrar no camburão, Júlia promete vingança, considerando isso mais uma humilhação por conta da irmã e da filha e diz que as duas são iguais e se merecem. Ela jura a si mesma que ninguém mais a humilhará pelo seu passado.
Após sair da cadeia, Júlia passa a se tratar e para de beber. Ela conhece um milionário - Ubirajara - e eles passam a namorar, pois ela foi abandonada por Cacá. Após meses sem falar nada a irmã e a filha que ela saiu da cadeia, ela aceita se casar com o milionário Ubirajara somente por dinheiro a princípio. Ele é um homem muito solitário e se revela totalmente apaixonado por ela, redescobrindo os prazeres da vida. Julia tem por ele um grande carinho, mas no fundo não pretendia se casar com ele e protela o casamento ao máximo.
Ubirajara paga uma viagem internacional à Julia, na companhia de Solange. Após um providencial banho de loja nas capitais europeias, retorna exuberante, moderna, se transformando numa mulher chique e poderosa, que ninguém pisará mais. Ela volta numa limousine cara e importada, no dia da inauguração da discoteca Dancin' Days, sob a direção de Hélio, surpreendendo a todos — principalmente a Yolanda e a Marisa —, marcando assim a virada da personagem. Ela chega dançando muito, rebolando ao som alto das músicas modernas. Ela tira o roupão que vestia e passa a dançar com roupas curtas em cima das mesas, com um copo de whisky junto. Mais uma vez Marisa sente vergonha da mãe, que dá um show de sensualidade. Os homens gritam pedindo mais. Yolanda se choca e diz que a irmã virou prostituta e deu um golpe milionário. Júlia quer mais é aparecer e causar muitas polêmicas, além de envergonhar a irmã e a filha.
Após um show de sensualidade na pista de dança, nas mesas e balcões, Júlia dá início ao seu plano de vingança: pisar nas pessoas que a fizeram sofrer - Cacá, que, ao reencontrá-la, não teve coragem de se separar da noiva, além de tê-la abandonado na cadeia, a filha, Marisa, que sempre a rejeitou. Também se vingará de Yolanda, que se encontra separada de Horácio está totalmente falida, sofrendo na pobreza e pagando pelas maldades que fez.
Júlia convence Ubirajara que deviam viver separados, mesmo depois de casados. O namorado aluga para ela um apartamento de frente para o mar e o decora com luxo. Júlia passa a frequentar a alta sociedade e se torna uma mulher admirada por todos. Yolanda, em plena decadência, tenta humilhar a irmã de todos os modos, sem sucesso, a humilhada é sempre ela mesma.
Após muito protelar o casamento, Júlia acaba rompendo com Ubirajara. Ela irá então lutar pelo grande amor de sua vida - Cacá, querendo também aproximar-se da filha, Marisa, que continua a rejeitá-la. No final, Júlia conseguirá o perdão de sua filha, que entretanto se separa de Beto, e irá se aproximar de sua irmã, Yolanda, que começa a trabalhar numa revista e sofre uma reviravolta na sua vida, tornando-se compreensiva com todos. A novela termina com Júlia reconquistando o grande amor de sua vida, Cacá.

## Elenco
| Interprete              | Personagem                          |
| ----------------------- | ----------------------------------- |
| Sônia Braga             | Júlia de Souza Matos / Cristina     |
| Antônio Fagundes        | Carlos Eduardo Prado Cardoso (Cacá) |
| Joana Fomm              | Yolanda de Souza Matos Pratini      |
| Cláudio Corrêa e Castro | Franklin Cardoso                    |
| Pepita Rodríguez        | Carmem Lúcia Santos (Carminha)      |
| Yara Amaral             | Áurea Santos Fragoso                |
| Reginaldo Faria         | Hélio Castro Ferreira               |
| Mário Lago              | Alberico Santos                     |
| Glória Pires            | Marisa de Souza Matos               |
| Lauro Corona            | Paulo Roberto Prado Cardoso (Beto)  |
| Lídia Brondi            | Vera Lúcia (Verinha)                |
| Sura Berditchevsky      | Inês Santos Fragoso                 |
| Eduardo Tornaghi        | Raul de Castro Melo (Raulzinho)     |
| Beatriz Segall          | Celina Souza Prado Cardoso          |
| Milton Moraes           | Jofre Maia                          |
| Lourdes Mayer           | Ester Santos                        |
| Regina Vianna           | Neide                               |
| Ary Fontoura            | Ubirajara Martins Franco            |
| Jacqueline Laurence     | Solange Rocha                       |
| Gracinda Freire         | Alzira Maia Neves                   |
| José Lewgoy             | Horácio Pratini                     |
| Cleyde Blota            | Emília de Castro Melo               |
| Mauro Mendonça          | Arthur Meireles Steiner             |
| Neuza Borges            | Maria Madalena de Jesus (Madá)      |
| Ivan Cândido            | Aníbal Santos Fragoso               |
| Mira Palheta            | Abigail Nascimento Leal (Bibi)      |
| Chica Xavier            | Marlene Coutinho                    |
| Renato Pedrosa          | Everaldo                            |
| Suzana Queiroz          | Leila                               |
| Osmar de Mattos         | Ricardo                             |
| Rejane Schumann         | Luciana                             |
| Luciano Sabino          | Luciano                             |
| Júlio Luís              | Paulo César Coutinho                |

### Participações especiais
| Interprete              | Personagem                        |
| ----------------------- | --------------------------------- |
| Abelardo de Abreu       | Álvaro                            |
| Ana Maria Tornaghi      | Ela mesma                         |
| Ana Zelma               | Marli                             |
| Antônio Patiño          | Augusto                           |
| As Frenéticas           | Elas mesmas                       |
| Carlos Machado          | Ele mesmo                         |
| César Augusto           | China                             |
| Daniel Filho            | Ele mesmo                         |
| Danuza Leão             | Ela mesma                         |
| Diana Morel             | Anita                             |
| Djenane Machado         | Ela mesma                         |
| Edgar Moura Brasil      | Ele mesmo                         |
| Fernando Amaral         | Dorival Cunha                     |
| Francisco Dantas        | Setembrino                        |
| Francisco Nagem         | Gurgel                            |
| Fregolente              | Veiga                             |
| Gal Costa               | Ela mesma                         |
| Gilberto Braga          | Ele mesmo                         |
| Guaracy Valente         | Alberto Cerqueira                 |
| Hildegard Angel         | Ela mesma                         |
| Ivete Milozsky          | Stella Veiga                      |
| Jardel Mello            | João                              |
| Jorge Reis              | Alfredo                           |
| Jorginho Guinle         | Ele mesmo                         |
| Joyce de Oliveira       | Zuleica Santiago                  |
| Lauro César Muniz       | Ele mesmo                         |
| José de Magalhães Pinto | Ele mesmo                         |
| Maria Lúcia Dahl        | Maria Lúcia de Andrade            |
| Marina Miranda          | Edwiges (Divige)                  |
| Moacyr Deriquém         | Jorge Ramos (diretor do presídio) |
| Murilo Néri             | Conselheiro Carrazedo             |
| Nana Caymmi             | Ela mesma                         |
| Ney Latorraca           | Ele mesmo                         |
| Nino Giovanetti         | Professor de sapateado            |
| Orion Ximenes           | Bandeira                          |
| Paulette                | Ele mesmo                         |
| Raquel Mazza            | Neuza                             |
| Roberto de Cleto        | Dr. Sílvio Müller                 |
| Rose Addario            | Selma                             |
| Ruth Maia               | Anete                             |
| Sandra Campos           | Dirce                             |
| Selma Lopes             | Jandira                           |
| Wanderléa               | Ela mesma                         |
| Zezé Polessa            | Berrita                           |

No capítulo 32, o autor Gilberto Braga aparece como convidado da inauguração da discoteca 17, dançando com Yolanda, personagem de Joana Fomm. Participam também do capítulo (como eles mesmos): Danuza Leão, Djenane Machado, Ney Latorraca, Lauro César Muniz e o então senador José de Magalhães Pinto. Danuza Leão apareceu em outros capítulos, como o 137 e o último. No capítulo 35, o diretor Daniel Filho também dança com Yolanda. No capítulo 48, Nana Caymmi cantou "Pra Você" e Gal Costa, no capítulo 115, cantou "Folhetim" e "Solitude". No capítulo 79, aparecem a cantora Wanderléa, o cabeleireiro Silvinho, e As Frenéticas, que cantaram o tema de abertura da novela na festa de inauguração da discoteca Dancin' Days. Como eles mesmos e interpretando amigos de Júlia, os bailarinos e coreógrafos Paulette e Carlos Machado (do grupo Dzi Croquettes) também aparecem na novela dançando na Dancin' Days ou frequentando a casa dela. Júlia recebeu ainda em sua casa, no capítulo 129, a visita da colunista Hildegard Angel, acompanhada de Jorginho Guinle e de Edgar Moura Brasil.

## Produção
Originalmente intitulada A Prisioneira, é baseada no argumento de mesmo título de Janete Clair, que havia assistido a uma reportagem sobre ex-presidiárias que tentavam se restabelecer na sociedade. Posteriormente passou a se chamar Dancin' Days, título emprestado por Nelson Motta de sua casa de shows Frenetic Dancing Days Discotheque. Para escrever a novela, Gilberto Braga usou do romantismo e sarcasmo, dois elementos característicos de seu universo ficcional, abordando temas relacionados a discussão dos valores da classe média e das elites urbanas, que inauguraram o estilo do autor. A principal inspiração foi o filme estadunidense Os Embalos de Sábado a Noite, de John Badham e estrelado por John Travolta em 1977, do qual Daniel Filho, diretor da novela, teve a ideia de usar uma discoteca como pano de fundo central da história, uma vez que na sinopse original teria apenas um restaurante sofisticado, onde as pessoas se reuniam.
Janete Clair também prestou colaboração informal a Gilberto Braga. Durante a produção dos roteiros, Janete leu alguns capítulos e demonstrou reprovação, alegando que "[...] no capítulo 16, o mocinho tem de encontrar a mocinha e começar um romance, senão a novela não agarra". Os personagens principais Júlia e Cacá, papéis de Sônia Braga e Antônio Fagundes, só se encontrariam depois do capítulo 25. Então Gilberto escreveu uma cena que acabou encaixada, para que os dois se conhecessem, se olhassem, se beijassem e se separassem. Dancin' Days também foi a primeira experiência de Marcos Paulo como diretor, vindo de Nova Iorque, onde fizera um curso de direção de cinema. A convite de Daniel Filho, Marcos passou a integrar a equipe de diretores da novela ao lado de Dennis Carvalho e José Carlos Pieri. Daniel dirigiu os primeiros 26 capítulos, passando a ser supervisor e entregando a direção a Gonzaga Blota. Mais tarde, Blota seria substituído por Dennis Carvalho e Marcos Paulo, para trabalhar na novela substituta de Dancin' Days, Pai Herói. José Carlos Pieri era assistente de direção.
Durante a sua exibição, a Censura Federal ordenou cortes e mudanças em roteiros e capítulos gravados. Quando a emissora enviou à Brasília a sinopse e a descrição dos personagens, a Divisão de Censura de Diversões Públicas (DCDP) exigiu que a novela fosse exibida após as 22 horas e não achou adequado que a trama abordasse temas considerados impróprios, como "a desagregação familiar gerada pela separação de casais" e "a situação do amor livre", uma vez que a protagonista era mãe solteira. A emissora fez alterações, e Dancin' Days estava pronta para ser gravada. No entanto, como era comum, o certificado de aprovação do governo não significava que a novela estava livre de cortes. A DCDP censurou ao menos 25 capítulos da trama. A maior preocupação era o linguajar dos personagens e as relações familiares e amorosas.

### Cenografia e figurinos
O cenógrafo Mário Monteiro foi responsável pela montagem e criação artística de três cenários fixos para a trama: a discoteca, o apartamento de Yolanda e a casa de Celina e Franklin. Foram montados também, nos estúdios Herbert Richers S.A., uma loja de antiguidades e uma academia de ginástica, além de vários cômodos, incluindo 12 quartos, quatro banheiros, 14 salas de jantar e 16 salas de estar. Apesar da discoteca — a 17 e, depois, a Dancin' Days — ser um dos cenários fixos da novela, algumas cenas foram gravadas na discoteca Hippopotamus, no Rio de Janeiro.
Os figurinos de Dancin' Days foram assinados pela figurinista Marília Carneiro. Marília chegou a visitar a penitenciária feminina Talavera Bruce, em Bangu, bairro da Zona Oeste carioca, para pesquisar e compor o visual da personagem de Sônia Braga no início da trama. Sônia teve os dentes escurecidos para reproduzir a aparência de uma mulher que passou mais de dez anos na prisão. Para a mudança da personagem, a figurinista lançou as meias soquetes de lurex coloridas sobre sandálias de salto alto fino e criou uma calça jogging vermelha de cetim com listras laterais para completar o visual, influenciando a moda no Brasil naquele ano.

### Escolha do elenco
"O papel era muito bom, mas ela não conseguiu adaptar-se ao ritmo das gravações. Seus tempos de criação, suas propostas de interpretação não eram compatíveis com a novela. [...] As cenas saíam com dificuldade. O motivo principal era certamente o fato de ela se sentir menos prestigiada, porque o tratamento que recebia na televisão não era o mesmo a que estava acostumada no cinema. [...] Claro que ela tinha talento para fazer o papel. O que faltava nela era entrosamento com o ritmo da televisão. A saída, então, foi substituí-la".

— Daniel Filho sobre a saída de Norma Bengell em seu livro Antes que me Esqueçam.
Betty Faria foi o primeiro nome cogitado para viver a protagonista Júlia. Porém, Betty estava prestes a estrear o programa musical Brasil Pandeiro e recusou o papel. Inicialmente, Gilberto Braga queria Yoná Magalhães, mas Daniel Filho apostou em Sônia Braga, apesar de ela ser jovem para o papel, uma vez que a atriz tinha 28 anos, enquanto a personagem tinha 34. Para o papel de Hélio, Gilberto havia pensado no próprio diretor de Dancin' Days, Daniel Filho. No entanto, o personagem ficou com Reginaldo Faria, que até então atuava esporadicamente em novelas. Norma Bengell foi anunciada como a antagonista Yolanda e chegou a gravar algumas cenas, porém a atriz se desentendeu com Daniel Filho, e Joana Fomm, que estava escalada para viver Neide, assumiu o papel, e a personagem Neide ficou com Regina Vianna. Num erro de edição, Norma Bengell aparece numa cena externa do capítulo 6, quando Yolanda deixa Marisa de carro na porta da escola de sapateado. Christiane Torloni iria interpretar Inês, porém Sura Berditchevsky ficou com o papel. Lima Duarte viveria Alberico, mas foi substituído por Mário Lago.
Dancin' Days foi a estreia na TV Globo de Sura Berditchevsky, Lauro Corona, Cláudio Corrêa e Castro e Beatriz Segall, que aparecia creditada na vinheta de abertura como "Beatrix" Segall — a letra X em seu nome artístico veio de uma sugestão de Daniel Filho à atriz, que retornava a televisão depois de muitos anos. Numa entrevista à revista Amiga, Beatriz disse que havia pedido à produção da novela que voltassem a grafar seu nome de maneira correta. Eri Johnson, Cláudia Ohana e Luíza Tomé participaram como figurantes na novela. Inês Galvão aparece rapidamente como uma modelo. O então iniciante Jorge Fernando, também apareceu fazendo uma figuração, na escola de copeiragem de Alberico.

## Exibição

### Reprises
Foi reprisada pela primeira vez num compacto de uma hora e meia no Festival 15 Anos em 18 de fevereiro de 1980, com apresentação de Glória Pires, em comemoração aos 15 anos da TV Globo. Foi reprisada pela segunda vez entre 4 de outubro a 17 de dezembro de 1982, em 46 capítulos, na faixa das 22 horas.
Em 1997, a Globo cogitou reprisar Dancin' Days no Vale a Pena Ver de Novo, substituindo A Viagem. Porém, na ocasião, o autor Gilberto Braga pretendia elaborar um remake de sua obra, o que acabou não sendo realizado e ainda impediu a reprise, cedendo lugar para Fera Ferida.
Foi reprisada pela terceira vez, num resumo de 10 capítulos, no quadro Novelão, do Vídeo Show, de 01 a 12 de outubro de 2012, substituindo Cambalacho e sendo substituída por Explode Coração.
Foi reprisada pelo Viva de 7 de abril a 25 de outubro de 2014, substituindo Água Viva e sendo substituída por O Dono do Mundo. à 00h com reapresentação às 13h30. É a produção de telenovela mais antiga exibida pelo canal até hoje. Nove anos após a sua exibição pela emissora, a novela ganhou mais uma reprise, agora pelo Viva 70 (versão fast do canal por assinatura) sendo exibida de 27 de novembro de 2023 a 26 de julho de 2024, sendo substituída por Marron Glacé, se tornando uma das primeiras tramas a inaugurar o novo canal.
Ambas as reprises foram com os mesmos 174 capítulos da versão original porém eles estão com duração menor que a exibição original, apesar de uma montagem ter restaurado capítulos que sobraram da exibição original, com a união de cenas da versão internacional e sequências presentes em fitas da reprise de 1982.

### Exibição internacional
Dancin' Days foi apresentada em cerca de 80 países, entre eles: Argentina, Bélgica, Bolívia, Chile, China, Colômbia, Espanha, França, Polônia, Portugal, Uruguai e Venezuela. Na Itália, chegou a alcançar um público médio de quatro milhões de espectadores por capítulo. No México, foi apresentada pela rede mexicana Televisa em 1986, uma das principais exportadoras de telenovela do mundo. Foi a primeira vez que o México, país com forte tradição na produção de teledramaturgia, exibiu uma telenovela brasileira.

### Outras mídias
Em 13 de fevereiro de 2023, foi disponibilizada  pelo Globoplay, como parte do Projeto Resgate da plataforma. No entanto os 174 capítulos contam com minutagem menor em relação a edição original, sendo uma junção do material remanescente das fitas da versão original e da reprise de 1982 com a versão internacional.

## Música

### Nacional
A trilha sonora nacional de Dancin' Days foi lançada em meados de 1978 pela Som Livre. O repertório ficou a cargo de Guto Graça Mello e não agradou Gilberto Braga, que a partir de então passou a sempre estar presente na escolha das músicas de suas novelas. O autor comentou:
| “ | Eu detestava a maior parte das músicas do disco nacional. [...] Quando a novela terminou, e eu finalmente conheci o Guto Graça Mello, fui muito franco, perguntei por que ele tinha me arrumado uma trilha tão frágil. Ele foi tão franco quanto eu e respondeu: "Você leu a sua sinopse, Gilberto? Era horrível! Desculpa, mas quando eu li aquilo fiz o disco de qualquer maneira, certo de que iam tirar a novela do ar em dois meses." | ” |

Os maiores sucessos do disco foram "Dancin' Days", tema de abertura que se tornou a maior referência à novela; "Amanhã"; e "João e Maria", tema dos personagens de Glória Pires e Lauro Corona, que em outubro daquele ano cantaram a sua versão da música num videoclipe para o Fantástico. O tema principal de Júlia e Cacá era "Outra Vez", gravada por Marcio Lott, porém a canção não entrou no disco da novela. Em 2001, a trilha foi relançada em CD, como parte da série "Campeões de Audiência", onde 20 trilhas de novelas dos anos 1970 e 1980 foram relançadas pela primeira vez neste formato.
Lista de faixas
| N.º | Título                       | Música                    | Personagem tema | Duração |  |
| 1.  | "João e Maria"               | Chico Buarque e Nara Leão | Marisa e Beto   | 2:21    |  |
| 2.  | "Amante Amado"               | Jorge Ben Jor             | Jofre           | 4:29    |  |
| 3.  | "Antes que Aconteça"         | Marília Barbosa           | Verinha         | 2:44    |  |
| 4.  | "Guria"                      | Luís Vagner               | Carminha        | 3:42    |  |
| 5.  | "Dancin' Days"               | As Frenéticas             | Abertura        | 3:25    |  |
| 6.  | "Hora de União (Samba Soul)" | Lady Zu e Totó Mugabe     | Marisa          | 3:31    |  |
| 7.  | "Amanhã"                     | Guilherme Arantes         | Júlia           | 7:32    |  |
| 8.  | "Agora é Moda"               | Rita Lee                  | Locação         | 4:21    |  |
| 9.  | "Kitch Zona Sul"             | Ronaldo Resedá            | Beto            | 2:34    |  |
| 10. | "Solitude"                   | Gal Costa                 | Yolanda         | 3:14    |  |
| 11. | "Copacabana"                 | Dick Farney               | Alberico        | 2:33    |  |

- Na fita cassete, a música "Copacabana" era a 6ª faixa.

### Internacional
A trilha sonora internacional de Dancin' Days foi lançada em meados de 1978 pela Som Livre, e é quase toda composta de músicas disco, vendendo mais de um milhão de cópias e batendo o recorde anterior atingido pela trilha sonora nacional de Estúpido Cupido.
Lista de faixas
| N.º | Título | Música               | Personagem tema            | Duração |  |
| 1.  | "Dancin' Days Medley" ("Night Fever" / "Stayin' Alive" / "You Should Be Dancing" / "Nights on Broadway" / "Jive Talkin'" / "Lonely Days" / "If I Can't Have You" / "Every Night Fever" / "More Than a Woman") | Harmony Cats         | Locação: 17 e Dancin' Days | 4:13    |  |
| 2.  | "Three Times a Lady" | Commodores           | Carminha e Franklin        | 3:35    |  |
| 3.  | "Scotch Machine" | Voyage               |                            | 5:11    |  |
| 4.  | "The Wages of Sin" | Santa Esmeralda      |                            | 4:39    |  |
| 5.  | "You Light Up My Life" | Debby Boone          | Verinha                    | 3:36    |  |
| 6.  | "The Grand Tour" | Grand Tour           |                            | 3:03    |  |
| 7.  | "I Loved You" | Freddy Cole          | Júlia e Cacá               | 3:21    |  |
| 8.  | "Macho Man" | Village People       |                            | 5:21    |  |
| 9.  | "Follow You Follow Me" | Genesis              | Hélio e Verinha            | 3:55    |  |
| 10. | "Broadway Gypsy Lady" | Linda Clifford       |                            | 3:24    |  |
| 11. | "Blue Street" | Blood, Sweat & Tears | Yolanda                    | 4:29    |  |
| 12. | "Rio de Janeiro" | Gary Criss           |                            | 3:49    |  |
| 13. | "Rivers of Babylon" | Boney M              |                            | 3:42    |  |
| 14. | "Automatic Lover" | Dee D. Jackson       |                            | 3:53    |  |

- A canção "Broadway Gypsy Lady", de Linda Clifford, aparece na contracapa do disco como "Gipsy Lady", que é o título de outra canção da cantora, lançada na mesma época e também tocada na novela.

## Repercussão
Na época de sua exibição original, alcançou média geral de 59 pontos no IBOPE, sendo considerada um fenômeno de audiência e ocupando a 8ª colocação entre as novelas de maior audiência da história da TV Globo.
Dancin' Days fez com que se espalhassem discotecas pelo país.  Por causa dessa influência, a novela foi citada no documentário Beyond Citizen Kane como um exemplo do poder da Globo sobre o Brasil. Além disso, os telespectadores confundiam a realidade da ficção; Joana Fomm recebia quase diariamente insultos e até propostas indecorosas por telefone, por conta das maldades de sua personagem, Yolanda. Em entrevista na época, Gilberto Braga confessou que até sua cozinheira havia desligado o telefone na cara da atriz durante uma ligação. "Ela possui um arsenal de informações que teoricamente a impediriam de fazer essa confusão. Ela me vê escrever a novela, dá uma olhadinha no final do capítulo às escondidas, conversa comigo [...]". No entanto, quando tentei sugerir que a Joana não tinha nada a ver com a Yolanda, ela respondeu: 'Sei que o senhor é que escreve aquilo tudo, não sou burra. Bati o telefone outro dia por causa da cara de nojenta que ela fez quando a Júlia entrou no camburão da polícia. A cara não foi o senhor que escreveu, era dela mesma.'"
Sônia Braga com sua personagem Júlia, influenciou a moda no Brasil, com suas roupas de cetim e meias soquetes de lurex. As meias eram meio fosforescentes, listradas e coloridas, com sandálias de tiras e salto alto. Dancin' Days foi tema, em 1978, de uma reportagem da revista americana Newsweek que destacou a influência da novela sobre os hábitos de consumo dos telespectadores. Além de lançar modismos, como meias coloridas de lurex, a novela promoveu produtos como água-de-colônia e sandália de salto fino.
Foram vendidas 400 mil bonecas Pepa, brinquedo da personagem Carminha (Pepita Rodrigues). Por causa da novela, os voos de asa-delta, praticados pelo personagem Beto de Lauro Corona, deixaram de ser um hobby apenas da Zona Sul carioca.
O produtor musical Nelson Motta, graças ao sucesso de Dancin' Days, reabriu sua discoteca em 1978 — dessa vez no alto do Morro da Urca. Ele narra em seu livro Noites Tropicais: "Todas as sextas e sábados três mil pessoas lotavam os bondinhos [...] Muita gente que confundia a novela com a discoteca, que imaginava 'estar' na novela, que esperava encontrar a Sônia Braga dançando na pista".

### Legado
Em 2010, Sônia Braga e Antônio Fagundes se reencontraram em cena no episódio "A Adúltera da Urca" da série As Cariocas, inspirada no livro homônimo de Sérgio Porto. Seus personagens foram batizados de Júlia e Cacá, assim como em Dancin’ Days, numa homenagem do diretor Daniel Filho à novela de Gilberto Braga.
Em 2011, um filme intitulado A Novela das 8 foi feito em homenagem à telenovela e para retratar o quanto a mesma que influenciou os jovens, foi produzido pela Querosene Filmes, dirigido por Odilon Rocha e distribuído comercialmente pela Universal Pictures em 2012 para todo o Brasil. Ainda em 2012, Dancin' Days foi lançada em DVD, num box com 12 discos, pela Globo Marcas.
Em 2014, durante a reexibição da telenovela no Viva, a atriz Sônia Braga entrou com uma ação contra a TV Globo na 10.ª Vara Cível do Rio de Janeiro, onde cobra, entre outras coisas, uma indenização, uma vez que a novela foi ao ar sem que a rede a procurasse para lhe pagar pelos direitos de imagem, em valores atualizados. Em resposta, o canal disse que licencia conteúdo da Globo e de outras produtoras nacionais e internacionais e que esses fornecedores é que são responsáveis pelo pagamento dos direitos a seus contratados. Já por parte da Globo, de acordo com seus contratos, o elenco das produções reexibidas no Viva recebe pagamento pelas reprises. Assim, a atriz Sônia Braga, que processa a emissora pelo pagamento de direitos de imagem da reexibição de Dancin' Days no canal, não será uma exceção.

### Remake
Um remake de Dancin' Days foi a segunda co-produção entre a SIC e a TV Globo, e foi exibida em Portugal entre 4 de junho de 2012 e 27 de setembro de 2013, num total de 341 capítulos e com orçamento estimado em oito milhões de euros, segundo Luís Marques, um dos diretores do remake.
Em 2012, a Globo cogitou fazer um remake da novela para 2013 no horário das 23 horas, com autoria de Gilberto Braga. Porém à emissora decidiu adiar a nova produção. Em 2014, numa entrevista ao jornal O Estado de S. Paulo, Gilberto revela que realmente pensou em fazer um remake, tendo Camila Pitanga como Júlia, porém diante do fraco desempenho da segunda versão de Guerra dos Sexos, desistiu de fazer novamente a novela.

### Prêmios
| Ano  | Prêmio      | Categoria                  | Indicação       | Resultado |
| ---- | ----------- | -------------------------- | --------------- | --------- |
| 1978 | Troféu APCA | Melhor Atriz*              | Joana Fomm      | Venceu    |
| 1978 | Troféu APCA | Melhor Atriz*              | Gracinda Freire | Venceu    |
| 1978 | Troféu APCA | Melhor Atriz*              | Yara Amaral     | Venceu    |
| 1978 | Troféu APCA | Melhor Revelação Masculina | Lauro Corona    | Venceu    |
| 1978 | Troféu APCA | Melhor Revelação Feminina  | Glória Pires    | Venceu    |

- (*) Empate